# Kleingebiet Fonyód
Das Kleingebiet Fonyód (ungarisch Fonyódi kistérség)  war bis Ende 2012 eine ungarische Verwaltungseinheit (LAU 1) innerhalb des Komitats Somogy in Südtransdanubien. Im Zuge der Verwaltungsreform Anfang 2013 gingen alle elf Ortschaften komplett in den nachfolgenden Kreis Fonyód (ungarisch Fonyódi járás) über. Zu diesem neuen Kreis kamen noch alle zehn Ortschaften aus dem Ende 2012 aufgelösten Kleingebiet Lengyeltóti.
Der Verwaltungssitz befand sich in der Stadt Fonyód (4.856 Ew.) Zwei weitere Städte lagen ebenso am Südufer des Plattensees: Balatonboglár (5.901 Ew.) und Balatonlelle (5.309 Ew.)
Zum Jahresende 2012 lebten im Kleingebiet Fonyód auf einer Fläche von 372,82 km² 23.616 Einwohner. Die Bevölkerungsdichte lag mit 63 Einwohnern/km² leicht über dem Komitatsdurchschnitt.

## Gemeinden
Die folgenden acht Gemeinden (ungarisch község) mit insgesamt 7.550 Einwohnern gehörten neben den drei oben genannten Städten zum Kleingebiet Fonyód.
| Balatonfenyves | Gamás       | Karád     | Látrány |
| Ordacsehi      | Somogybabod | Somogytúr | Visz    |